# Anadenanthera
Genre
Synonymes
- Niopa (Benth.) Britton & Rose[2]

Anadenanthera est un genre de plantes dicotylédones de la famille des Fabaceae (légumineuses), sous-famille des Mimosoideae, originaire d'Amérique du Sud et des Antilles, qui comprend deux espèces acceptées. Il était autrefois classé dans la famille des Mimosaceae.
Ce sont des arbres qui se rencontrent dans des habitats très variés, dans les forêts riveraines tropicales à subtropicales saisonnièrement sèches et dans les lisières de forêts, les formations arbustives (cerrado) et les savanes arborescentes. Ces arbres sont  souvent plantés près des villages.

## Liste d'espèces
Selon The Plant List (22 décembre 2018) :
- Anadenanthera colubrina (Vell.) Brenan
- Anadenanthera peregrina (L.) Speg.

## Utilisation

### Usage traditionnel
Ces espèces sont réputées pour être utilisées par les Amérindiens sous forme de poudre à priser et servir d'enthéogène sous le nom notamment de yopo pour Anadenanthera peregrina ou cebil, vilca ou huillca pour Anadenanthera colubrina et Anadenanthera colubrina var. cebil.

### Pharmacologie
Les principes actifs identifiés dans ces plantes sont :
- 5-hydroxy-N, N-diméthytryptamine (5-OH-DMT) ;
- N, N diméthyltryptamine (DMT) ;
- N-monométhyltryptamine ;
- 5-méthoxy-N, 5-méthoxy-N-monométhyltryptamine ;
- N-diméthyltryptamine-N-oxyde ;
- 5-hydroxy-N, N-diméthyltryptamine-N-oxyde.